# Traugot Bardt

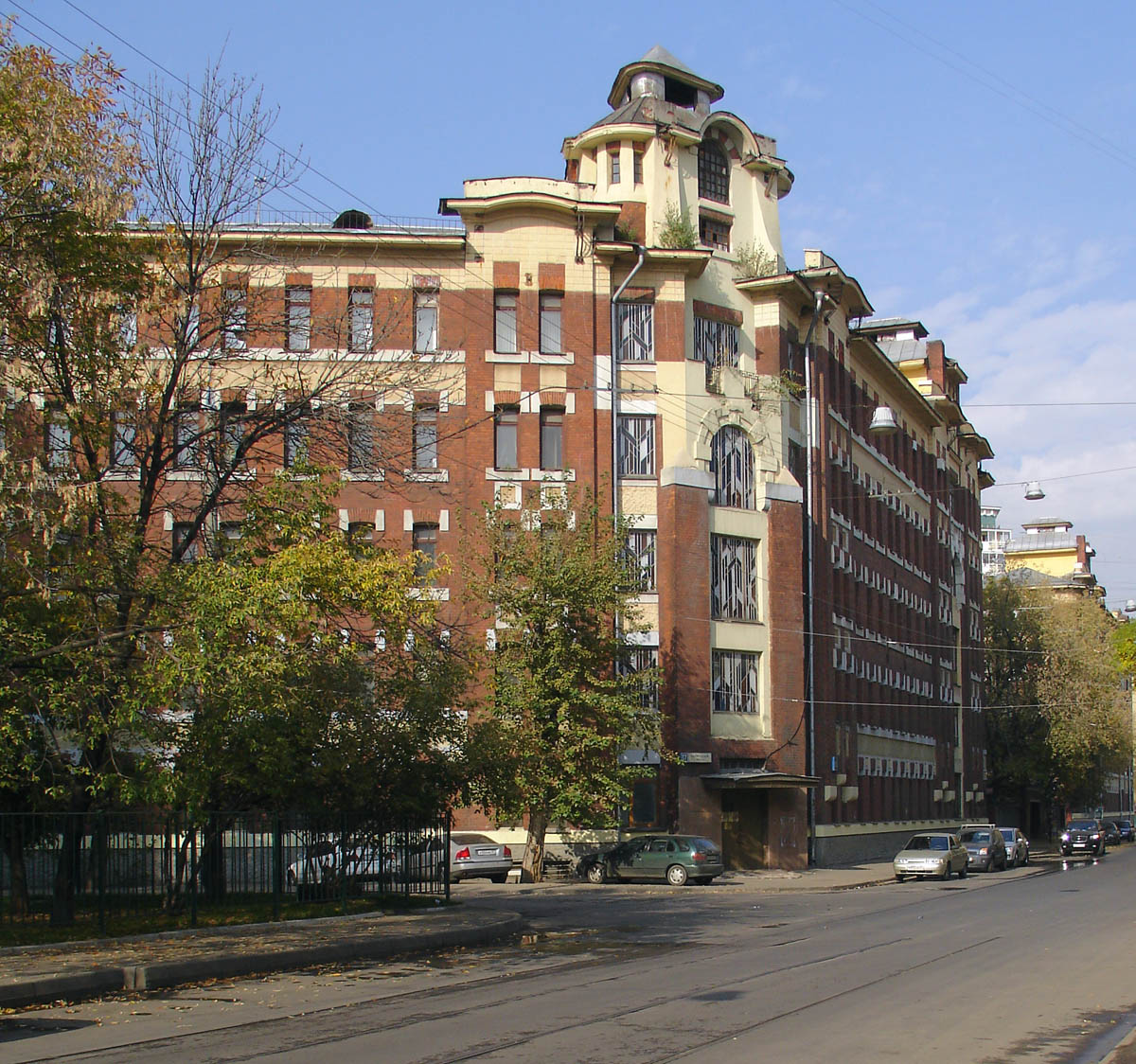
Immeuble d'appartements bon marché rue Guiloarovskovo, 65, Moscou

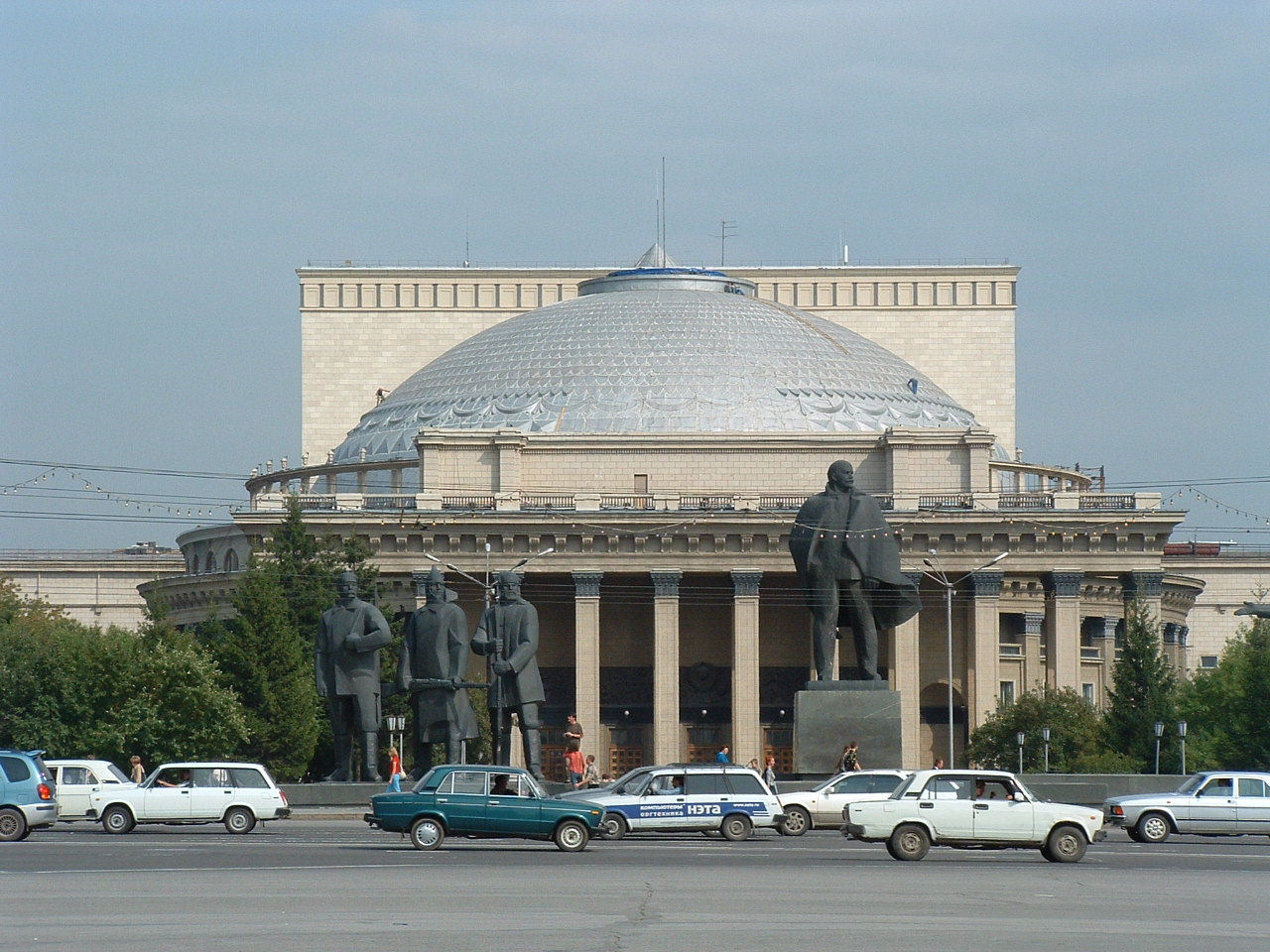
Théâtre d'opéra et de ballet de Novossibirsk

Traugot Iakovlevitch Bardt (en russe : Траугот Яковлевич Бардт), né en 1873 à Saint-Pétersbourg et mort le 5 mars 1942 à Tcharsk (ru), est un architecte russe et soviétique. Il s'est fait connaître comme l'un des architectes de l'Art nouveau de Moscou et l'architecte du théâtre de l'opéra et du ballet de Novossibirsk.

## Biographie
Traugot Bardt est né en 1873 à Saint-Pétersbourg dans une famille allemande de Russie. Il est le fils du pasteur Jakob Bardt. La famille s'installe à Moscou dans les années 1880 et, en 1890, son père est nommé directeur de l'École des enfants pauvres et des orphelins de religion évangélique. Traugot Bardt fait ses études primaires à l’école allemande de l’église Sainte-Anne. En 1896, il entra à la Haute école d'art de l'Académie impériale des arts (ru) dans la classe du professeur Alexandre Pomerantsev (ru) Son projet d'étudiant pour la construction de la bourse I. A. Stefanovitch est exposé à l'Académie parmi les meilleurs travaux.
Diplômé de l'Académie en 1903, Traugot Bardt retourne à Moscou où il est l'architecte de plusieurs bâtiments de style art nouveau. En 1911, il conçoit un théâtre avec amphithéâtre pour Sotchi. En 1917 , il est architecte en chef de l'usine Pirvits et Ko. évacuée de Riga. Après la mort du millionnaire et mécène moscovite Gavril Solodnikov, il fait partie de ses exécuteurs testamentaires.
De 1917 à 1920, Traugot Bardt il est l'architecte du projet de théâtre Zon des frères Vidonov. En 1920-1922, il dirige la restauration urbaine, rurale et industrielle de Iaroslavl après la répression du soulèvement de la ville. Il est alors accusé de prévarication et emprisonné pendant un an. Après avoir purgé sa peine, il rentre en 1923 à Moscou, où il est d'abord architecte du central téléphonique de Moscou, puis à la tête du département de la construction d'une banque. En 1924, il entre au département de l’architecture et de la construction de la direction de l’immobilier de la ville de Moscou, où il supervise la construction d'immeubles de trois étages à Marina Rochtcha. En 1926, il dirige le département de conception des Abattoirs réfrigérés de Moscou (Mosmyaskladoboen), où il conçoit les bâtiments. En 1927, il obtint un emploi à Gostorg (ru), où il travaille à la construction d'usines de lard. En 1927-1928, Traugot Bardt est responsable du département des projets de l'Association pansoviétique des véhicules autotractés.
Il est mis en 1929 à disposition du comité exécutif régional du territoire de la Sibérie occidentale pour concevoir le projet de théâtre d'opéra et de ballet de Novossibirsk. Il y travaille avec Mikhaïl Kourilko, Alexandre Grinberg (ru) et son fils Oskar. Le 15 mai 1930, un brevet aux noms de Traugot Bardt et Mikhaïl Kourilko est enregistré pour le nouveau système de théâtre panoramique-planétaire TEOMASS.
En 1934, Traugot Bardt est arrêté et condamné par le collège de l'OGPU à cinq ans d'emprisonnement, commués en exil en Kraï de Sibérie occidentale (ru). Il suit le chantier du théâtre de Novossibirsk et apporte des solutions aux problèmes technologiques soulevé par la nouvelle construction.
Le système TEOMASS est un échec, les mécanismes fonctionnant avec difficulté. Traugot Bardt devient alors architecte en chef de Sibpromproect, Sibtransproekt et du trust Sibstroïpout. Il a construit à Novossibirsk l'imprimerie «Sibérie soviétique», aujourd'hui bibliothèque scientifique régionale d'État de Novossibirsk (ru), et une école technique de communication. Avec I. C. Alexeïev il participe à la reconstruction du Palais du travail (aujourd'hui bâtiment de l'Académie des transports par voie d'eau (ru)).
Il est à nouveau arrêté en février 1939, soupçonné d'avoir préparé l'explosion d'un pont de chemin de fer sur l'Ob. Le 15 juillet de la même année, il est condamné à mort par le tribunal militaire des Chemins de fer de Tomsk (ru). Deux mois plus tard, le Collège militaire de la Cour suprême de l'URSS infirme la sentence et renvoie l'affaire pour complément d'enquête. Le 8 septembre 1941, Traugot Bardt est reconnu coupable d'espionnage en faveur de l'Allemagne et condamné à un exil administratif de cinq ans au Kazakhstan.
Traugot Bardt meurt en exil, le 5 mars 1942, dans le village de Tcharsk, dans le district de Jarma, raïon de Jarminski, dans l'oblast de Semipalatinsk. Le lieu de sa sépulture est inconnu. Il est réhabilité par décision du Collège militaire de la Cour suprême de la RSFSR (ru) n ° 4 du n ° 4650/58 du 12 février 1959.

## Bâtiments construits ou restaurés
- Manoir Kleopina (1905, Moscou, Gorokhovski Pereoulok (ru), 7) ;
- Manufacture de dentelle (1906, Moscou, Savvinskaïa naberejnaïa (ru), 11-13) ;
- Manufacture d'indiennes (1906, Moscou, Derbenevskaïa naberejnaïa (ru), 7) ;
- Foyer pour célibataires Solodovnikov (ru) (construction d'un immeuble conçu par les architectes Marian Peretiatkovitch (ru) et Marian Lialevitch (ru) (1908, Moscou, rue Guiliarovskovo (ru) , 65) ;
- Théâtre Solodovnikov (ru) (transformation en l'opéra Zimina (ru)  1909, Moscou, Rue Kouznetski Most (ru), 2 - rue Bolchaïa Dmitrovka (ru), 6) ;
- Rénovation de la façade de l'immeuble Apouchkine (1909, Moscou, Starokoniouchenny pereoulok (ru), 36) ;
- Maisons d'appartements bon marché pour les employés du chemin de fer de Kazan (années 1900, Moscou, Davydovski pereoulok (ru), 3) ;
- Immeuble de la camaraderie de la manufacture Frianovskaïa (1910, Moscou, rue Vorontsovskaïa (ru), 17) ;
- Dortoir de la Société de secours aux jeunes filles de religion évangélique (1911, Moscou, Pervy Basmanny pereoulok (ru), 8) ;
- Restructuration de la grande salle et agrandissement du Conservatoire Rimski-Korsakov de Saint-Pétersbourg (1912, Saint-Pétersbourg , Teatralnaïa plochad, 3) ;
- Extension du manoir Mc-Gill (1913, Moscou, boulevard Iaouzsky (ru), 9/6) ;
- Maison d'édition et imprimerie « Sibérie soviétique » (années 1930, Novossibirsk , rue Sovietskaïa, 6) ;
- Théâtre d'opéra et de ballet de Novossibirsk (1931-1941, Novossibirsk, Krasny prospect (ru) , 36 ans, avec Mikhaïl Kourilko , Alexandre Grinberg (ru) et autres)[2] ;
- Gare centrale de Novossibirsk (projet collectif, 1932-1938, Novossibirsk)[3] ;
- Reconstruction et superstructure du palais du travail (avec I. S. Alexeïev, 1936, Novossibirsk, rue Chtchetinkina, 33)[4] ;
- Communications électrotechniques (1938, Novossibirsk, rue Kirov, 86).